# Smashes, Thrashes & Hits
Smashes, Thrashes & Hits è una raccolta del gruppo hard rock statunitense Kiss, pubblicata il 16 novembre 1988 per l'etichetta discografica Mercury Records.
Contiene due canzoni inedite, ossia Let's Put the X in Sex e (You Make Me) Rock Hard, con le quali sono stati realizzati due videoclip. Le tracce restanti sono state pubblicate tutte prima del 1983, eccetto tre brani. Molte tracce già edite hanno subito alcune modifiche: la più evidente si può notare in Beth, in cui in sostituzione di Peter Criss canta Eric Carr.
Dell'album (certificato doppio disco di platino nel 1996) è stata pubblicata una versione differente nel Regno Unito, in cui è presente due tracce in più (Crazy Crazy Nights, il cui singolo si fermò al quarto posto della classifica britannica, e Reason to Live che sostituisce Deuce, presente invece nella versione statunitense).

## Tracce

### Versione pubblicata negli Stati Uniti
1. Let's Put the X in Sex – 3:48 (Paul Stanley, Desmond Child)
2. (You Make Me) Rock Hard  – 3:26 (Stanley, Child, Diane Warren)
3. Love Gun (Remix)  – 3:31 (Stanley)
4. Detroit Rock City (Remix)  – 3:45 (Stanley, Bob Ezrin)
5. I Love It Loud (Remix)  – 2:44 (Gene Simmons, Vinnie Vincent)
6. Deuce (Remix)  – 3:20 (Simmons)
7. Lick It Up – 3:53 (Stanley, Vincent)
8. Heaven's on Fire  – 3:19 (Stanley, Child)
9. Calling Dr. Love (Remix) - 3:38 (Simmons)
10. Strutter (Remix)  – 3:38 - (Stanley, Simmons)
11. Beth  – 2:46 (Peter Criss, Stan Penridge, Ezrin)
12. Tears Are Falling – 3:54 (Stanley)
13. I Was Made for Lovin' You – 4:29 (Stanley, Child, Vini Poncia)
14. Rock and Roll All Nite (Remix)  – 2:56 (Stanley, Simmons)
15. Shout It Out Loud (Remix) – 3:07 (Simmons, Stanley, Ezrin)

### Versione pubblicata nel Regno Unito
1. Let's Put the X in Sex – 3:48 (Stanley, Child)
2. Crazy Crazy Nights – 3:45 (Stanley, Adam Mitchell)
3. (You Make Me) Rock Hard – 3:26 (Stanley, Child, Warren)
4. Love Gun (Remix) - 3:31 (Stanley)
5. Detroit Rock City (Remix) – 3:45 (Stanley, Ezrin)
6. I Love It Loud (Remix)  – 2:44 (Simmons, Cusano)
7. Reason to Live  – 3:59 (Stanley, Child)
8. Lick It Up – 3:53 (Stanley, Vincent)
9. Heaven's on Fire – 3:19 (Stanley, Child)
10. Calling Dr. Love – 3:38 (Simmons)
11. Strutter (Remix)  – 3:38 (Stanley, Simmons)
12. Beth  – 2:46 (Criss, Penridge, Ezrin)
13. Tears Are Falling  – 3:54 (Stanley)
14. I Was Made for Lovin' You – 4:29 (Stanley, Child, Poncia)
15. Rock and Roll All Nite (Remix)  – 2:56 (Stanley, Simmons)
16. Shout It Out Loud (Remix)  – 3:07 (Simmons, Stanley, Ezrin)

## Formazione[4]
- Gene Simmons - basso
- Paul Stanley - voce, chitarra ritmica
- Eric Carr - batteria, voce in Beth
- Bruce Kulick - chitarra solista